# Сертић Пољана
Сертић Пољана је насељено мјесто у Лици, у општини Плитвичка Језера, Личко-сењска жупанија, Република Хрватска.

## Географија
Сертић Пољана је удаљена око 32 км сјеверозападно од Коренице.

## Историја
Сертић Пољана се од распада Југославије до августа 1995. године налазила у Републици Српској Крајини. До територијалне реорганизације у Хрватској насеље се налазило у саставу бивше велике општине Кореница.

## Становништво
Према попису из 1991. године, насеље Сертић Пољана је имало 38 становника. Према попису становништва из 2001. године, Сертић Пољана је имала 14 становника. Према попису становништва из 2011. године, насеље Сертић Пољана је имало 12 становника.
| Демографија | Демографија | Демографија |
| Година      | Становника  | Становника  |
| ----------- | ----------- | ----------- |
| 1948.       | 122         |             |
| 1953.       | 119         |             |
| 1961.       | 106         |             |
| 1971.       | 83          |             |
| 1981.       | 52          |             |
| 1991.       | 38          |             |
| 2001.       | 14          |             |
| 2011.       |             | 12          |